# Krainie (Krainie), Sakî
Krainie (în ucraineană Крайнє) este localitatea de reședință a comunei Krainie din raionul Sakî, Republica Autonomă Crimeea, Ucraina.

## Demografie
Componența lingvistică a localității Krainie
     Rusă (46,87%)
     Tătară crimeeană (34,7%)
     Ucraineană (16,37%)
     Alte limbi (0,51%)
Conform recensământului din 2001, nu exista o limbă vorbită de majoritatea populației, aceasta fiind compusă din vorbitori de rusă (46,87%), tătară crimeeană (34,7%) și ucraineană (16,37%).